# Calanthemis wundanyiensis
Calanthemis wundanyiensis es una especie de escarabajo longicornio del género Calanthemis, tribu Clytini, subfamilia Cerambycinae. Fue descrita científicamente por Schmid en 2016.

## Descripción
Mide 6-14 milímetros de longitud.

## Distribución
Se distribuye por Kenia.